# 마쓰가사키촌 (니가타현)
마쓰가사키촌(松ヶ崎村)은 니가타현 사도군에 있던 촌이다. 

## 역사
- 1889년 4월 1일 - 정촌제 시행에 수반해 하모치군 마쓰가사키촌이 성립하였다.
- 1896년 4월 1일 - 군 통합에 의해 사도군에 소속되었다.'
- 1955년 3월 31일 - 하타노촌과 합병해 하타노촌이 신설되어 소멸하였다.

## 참고문헌
- 『市町村名変遷辞典』東京堂出版、1990年。